# محمد الشوبي
محمد الشوبي (4 ديسمبر 1963 – 2 مايو 2025) هو ممثل مغربي، يعد واحدًا من الممثلين الأكثر ظهورًا على الشاشة المغربية، حيث شارك في عدة أفلام ومسلسلات مغربية، وترك بصمة خاصة على كل دور قدمه طوال مسيرته الفنية.

## مسيرته
انطلقت تجربته في التشخيص المسرحي بمراكش منذ أواخر السبعينات من القرن الماضي، وكان وقتها لا يزال يافعا في مرحلة المراهقة، واحتك بتجارب مسرح الهواة، قبل أن يقرر الالتحاق بالمعهد العالي للفن المسرحي والتنشيط الثقافي بالرباط. وابتداء من سنة 1988، انفتح على المسرح الاحترافي تشخيصا وإخراجا بفضل تكوينه الأكاديمي النظري والعملي داخل معهد الرباط وخارجه.

### المسرح
شخّص أدوارا متنوعة في عدد من المسرحيات، منها: «العازب» لجمال الدين الدخيسي، و«صوت ونور» للطيب الصديقي سنة 1988، و«بوحفنة» و«أولاد البلاد» ليوسف فاضل سنة 1999، و«النشبة» لمسعود بوحسين سنة 2007، عن نص للرائد أحمد الطيب لعلج. أما المسرحيات التي أخرجها أواخر التسعينيات فهي «هيستيريا» و«المدينة والبحر» و«مرتجل» و«رسائل خطية».

### السينما والتلفزيون
بداية محمد الشوبي في السينما والتلفزيون كانت مع مسلسل «أولاد الناس» من إخراج فريدة بورقية، وبعدها تتالت أعماله السينمائية والتلفزيونية بين فيلم سينمائي أو تلفزيوني ومسلسل أو سلسلة أو سيتكوم.

## أعماله[5]

### أفلام
- 2001: منديل صفية
- 2002: عود الريح
- 2002: تسقط الخيل تباعا
- 2002: عطش
- 2003: ثمن الرحيل
- 2003: ألف شهر
- 2004: حتى إشعار آخر
- 2004: طريق مراكش
- 2005: ظل الجريمة
- 2005: علام الخيل
- 2005: معطف أبي
- 2006: السمفونية المغربية
- 2006: الحي الخلفي
- 2007: طريق العيالات
- 2007: الوريث
- 2008: جانجاه
- 2008: خيط البحرار
- 2008: عودة الابن
- 2009: الدار الكبيرة
- 2009: واش عقلتي على عادل؟
- 2009: مسحوق الشيطان
- 2009: الصالحة
- 2009: الركراكية
- 2009: شمس الليل
- 2009: الرحلة
- 2009: اللجنة
- 2010: أولاد البهجة
- 2010: أيام الوهم
- 2010: عروسة عالله
- 2011: موشومة
- 2011: موت للبيع
- 2011: الدم المغدور
- 2011: تازة
- 2011: رياض المعطي
- 2012: الأندلس مونامور
- 2012: وداعا المغرب
- 2012: نهاية أسبوع بالعرائش
- 2012: ملاك
- 2013: بوغابة
- 2014: ساجا، الرجال الذين لا يعودون أبدا
- 2014: الكماط
- 2014: الصوت الخفي
- 2014: فداء
- 2015: الوشاح الأحمر
- 2015: جوق العميين
- 2015: صمت الذاكرة
- 2015: عايدة
- 2016: المسيرة الخضراء
- 2017: الحاجات
- 2017: في بلاد العجائب
- 2018: دموع الرمال
- 2018: عاشوراء
- 2019: قلب كريم
- 2019: ميلوديا المورفين
- 2019: دقات القدر
- 2021: اختيارات

### مسلسلات
- 1999: أولاد الناس
- 2000: دواير الزمان
- 2001 - 2003: لالة فاطمة (3 مواسم)
- 2002: من دار لدار
- 2002: صقر قريش
- 2003: شجرة الزاوية
- 2003: ربيع قرطبة
- 2005: ملوك الطوائف
- 2006 - 2007: القضية
- 2009: المجدوب
- 2009: جحا يا جحا
- 2012: الحياني
- 2013: هنية ومبارك ومسعود
- 2013: دور بيها يا الشيباني
- 2014: صدى الجدران
- 2015 - 2017: دار الغزلان
- 2018: ديسك حياتي
- 2018: عين الحق
- 2019: المداني
- 2020: هاينة
- 2021: ولاد المرسى
- 2021: كلها أو طريقو
- 2021: دار السلعة
- 2021: أحلام سيتي
- 2022: مول لمليح

## وفاته
توفي محمد الشوبي صباح يوم الجمعة 2 مايو 2025 داخل أحد أقسام المستشفى العسكري في الرباط عن عمر 61 سنة بعد صراع مع المرض. ووري جثمانه الثرى بعد صلاة العصر في مقبرة الشهداء في الرباط بحضور عائلته وأصدقائه وعدد من الفنانين، الذين عبروا عن حزنهم العميق لفقدان قامة فنية كبيرة ساهمت في إثراء الساحة الفنية في المغرب.

## روابط خارجية
- محمد الشوبي على موقع IMDb (الإنجليزية)
- محمد الشوبي على موقع قاعدة بيانات الأفلام العربية
- محمد الشوبي على موقع ألو سيني (الفرنسية)
- محمد الشوبي على موقع قاعدة بيانات الفيلم (الإنجليزية)